# Religião na Ucrânia
Religião na Ucrânia (2018)
Historicamente, os territórios da atual Ucrânia eram habitados por tribos pagãs, mas o Cristianismo do rito bizantino foi introduzido com a chegada do primeiro milênio. Nesse sentido, hipóteses procuraram colocar o cristianismo deste país como introduzido pelo Apóstolo Santo André.
No entanto, foi somente no século X que o Estado emergente foi influenciado pelo Império Bizantino. A primeira conversão conhecida foi a da Princesa Santa Olga que foi para Constantinopla em 945 ou 957. Vários anos depois, o seu neto, o knyaz Vladimir batizou seu povo no rio Dnieper. Aí começou a longa história do domínio da Ortodoxia na Rutênia que mais tarde influenciaria a Rússia e a Ucrânia.
O Judaísmo está presente em terras ucranianas há cerca de 2000 anos, desde quando os comerciantes judeus apareceram em colônias gregas. Desde o século XIII, a presença judaica na Ucrânia aumentou significativamente e, mais tarde, foi estabelecido um novo ensinamento do judaísmo, o hassidismo.
Já o Islamismo, foi trazido para a Ucrânia com a Horda de Ouro pelo Império Otomano. Os tártaros da Crimeia aceitaram o Islão por ser uma parte da Horda de Ouro, e mais tarde também os vassalos do Império Otomano o fizeram.
A religião na Ucrânia passou por uma série de fases, mas em especial nos tempos da União Soviética, quando era dominada pelo regime oficial comunista, em que os cristãos foram perseguidos e apenas uma pequena fração de pessoas continuou a frequentar oficialmente a Igreja.

## Estrutura religiosa da sociedade

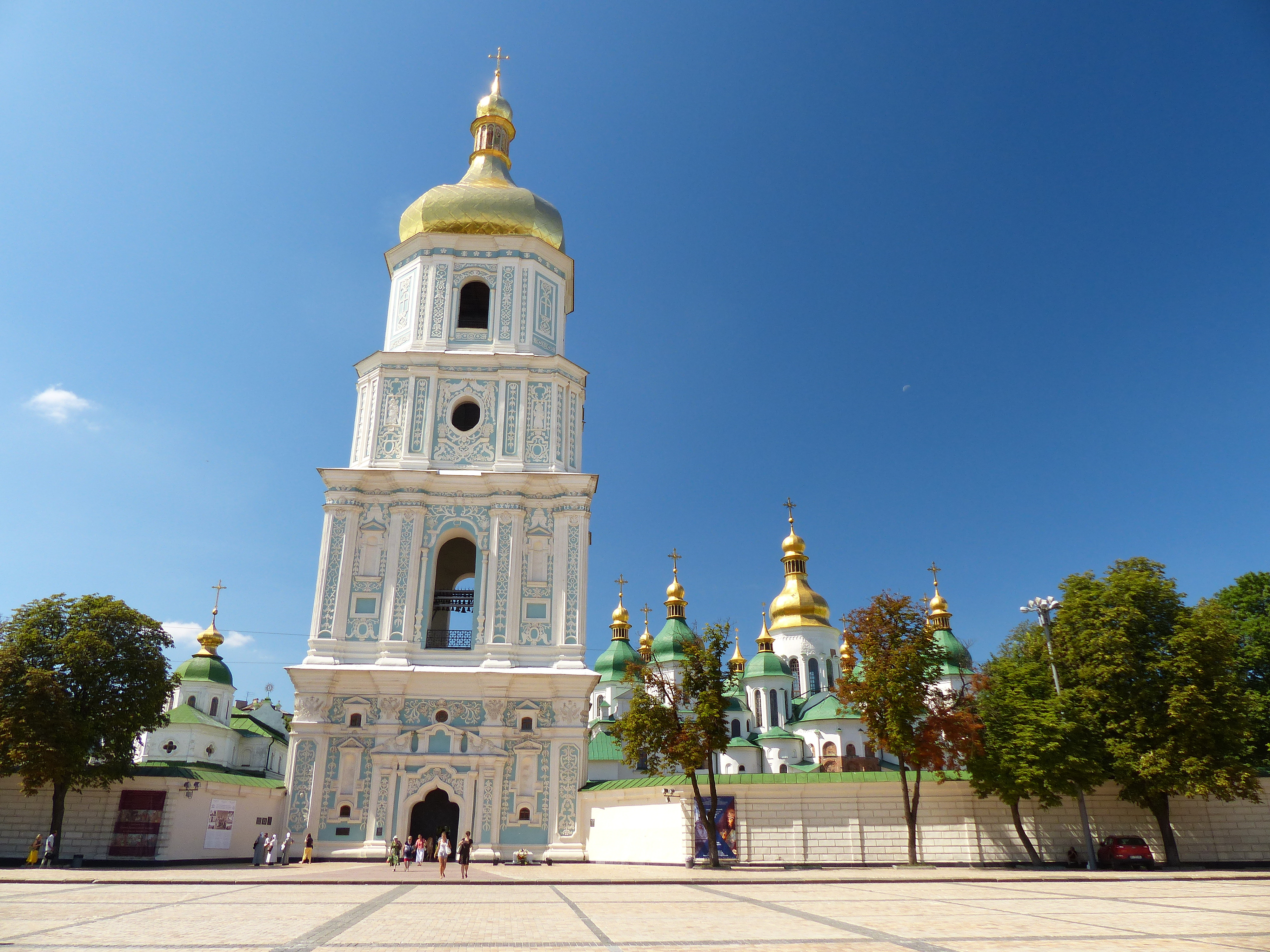
A Catedral de Santa Sofia, em Kiev, Patrimônio da Humanidade pela UNESCO

As estimativas compiladas pela Razumkov Centre numa pesquisa nacional em 2003 constatou que 75,2% dos entrevistados acreditam em Deus e 22% disseram que não acreditam em Deus. 37,4% disseram frequentar a igreja regularmente.
Em 1 de janeiro de 2006, havia 30.507 organizações religiosas registadas, incluindo 29.262 comunidades religiosas. O Governo estimou haver cerca de 1.679 comunidades religiosas não registadas. Mais de 90% dos cidadãos religiosamente ativos eram cristãos - a maioria ortodoxa. A prática religiosa é geralmente mais forte na parte ocidental do país, devido ao facto de Ucrânia Ocidental ter feito parte da União Soviética por um período mais curto (1939–1941, 1944–1991).
A Jurisdição ortodoxa do Patriarcado de Moscou, na Ucrânia, desde 1990 chamada Igreja Ortodoxa Ucraniana, tradicionalmente (desde os tempos do Império Russo e da União Soviética) esteve muitas vezes a favor das autoridades locais.[carece de fontes?]

### Igreja Ortodoxa Ucraniana - Patriarcado de Moscovo

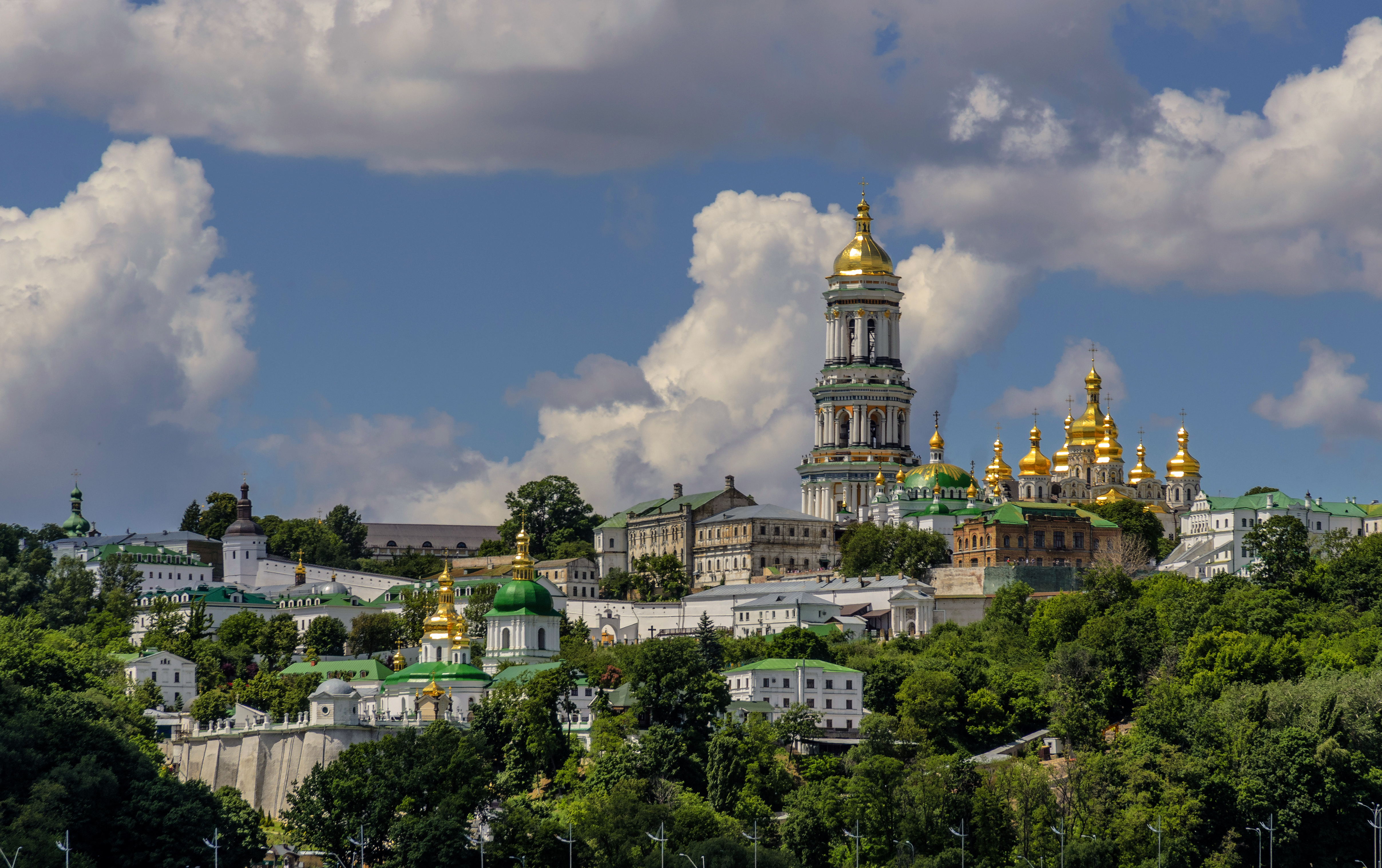
Lavra de Kiev-Pechersk, residência do Metropolita de Kiev.

A Igreja Ortodoxa Ucraniana tem 35 paróquias e 10.875 comunidades (cerca de 68% de todas as comunidades cristãs ortodoxas do país). A maioria está localizada no centro, sul e leste do país. Em 2007, a Igreja tinha 122 mosteiros, 3.519 monges e freiras, 7.509 sacerdotes, 7.755 igrejas com 840 igrejas a ser construídas.
A Igreja é liderada pelo Metropolita de Kiev e de Toda a Ucrânia, Onúfrio Berezovski. 
O Estatuto da Igreja, alterado em maio de 2022, já não prevê qualquer menção direta à Igreja Ortodoxa Russa, mas também não fala de autocefalia, de maneira que a Igreja ainda é considerada como dependente, do ponto de vista canônico, da Igreja Ortodoxa Russa.
Esta Igreja utiliza predominantemente o idioma eslavo eclesiástico nas suas celebrações, usando também o ucraniano e o romeno.

### Igreja Ortodoxa Ucraniana - Patriarcado de Kiev

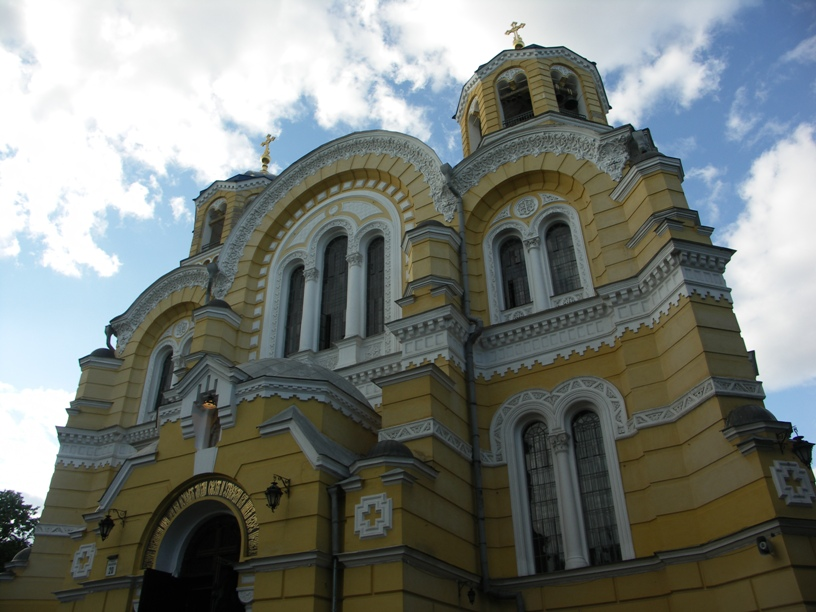
Catedral de São Vladimir em Kiev.

A Igreja Ortodoxa Ucraniana - Patriarcado de Kiev foi formada após a independência, sendo dirigida desde 1995 pelo Patriarca Filareto Denisenko, que era anteriormente o Metropolitana de Kiev e de Toda a Ucrânia. A Igreja afirma linhagem direta com o Metropolita de Kiev Pedro Moguila.
A Igreja tem 31 paróquias, 3.721 comunidades e 2.816 membros do clero. Aproximadamente 60% dos seus fiéis vivem na parte ocidental do país. Não foi reconhecida pela Comunhão Ortodoxa.
Por ocasião do Concílio de Unificação, que criou a Igreja Ortodoxa da Ucrânia,  em 15 de dezembro de 2018, a Igreja foi dissolvida, no entanto foi revivida em 2019 por Filareto.
Esta Igreja usa o ucraniano e o eslavo eclesiástico como línguas litúrgicas.

### Igreja Ortodoxa Autocéfala Ucraniana
A Igreja Ortodoxa Autocéfala Ucraniana foi fundada em 1919, em Kiev. Foi banida durante a era soviética, e voltou a ser legalizada em 1989.
A Igreja tinha 12 paróquias e 1166 comunidades, cerca de 70% deles, na parte ocidental do país.
No interesse da possível unificação das Igrejas ortodoxas do país, acabaram por não nomearam um patriarca para suceder ao falecido Patriarca Dmitri. A Igreja foi formalmente liderada no país pelo Metropolita Methodij de Ternopil e Podil. No entanto, as grandes paróquias de Kharkiv-Poltava, Lviv, Rivne-Volyn e Tavriya quebraram oficialmente as relações com Methodij e pediram para serem colocadas sob a jurisdição direta do Patriarca de Constantinopla, Bartolomeu I, com base em Istambul.
Por ocasião do Concílio de Unificação, que criou a Igreja Ortodoxa da Ucrânia,  em 15 de dezembro de 2018, a Igreja foi dissolvida.
A Igreja usava a língua ucraniana na liturgia.

### Igreja Greco-Católica Ucraniana

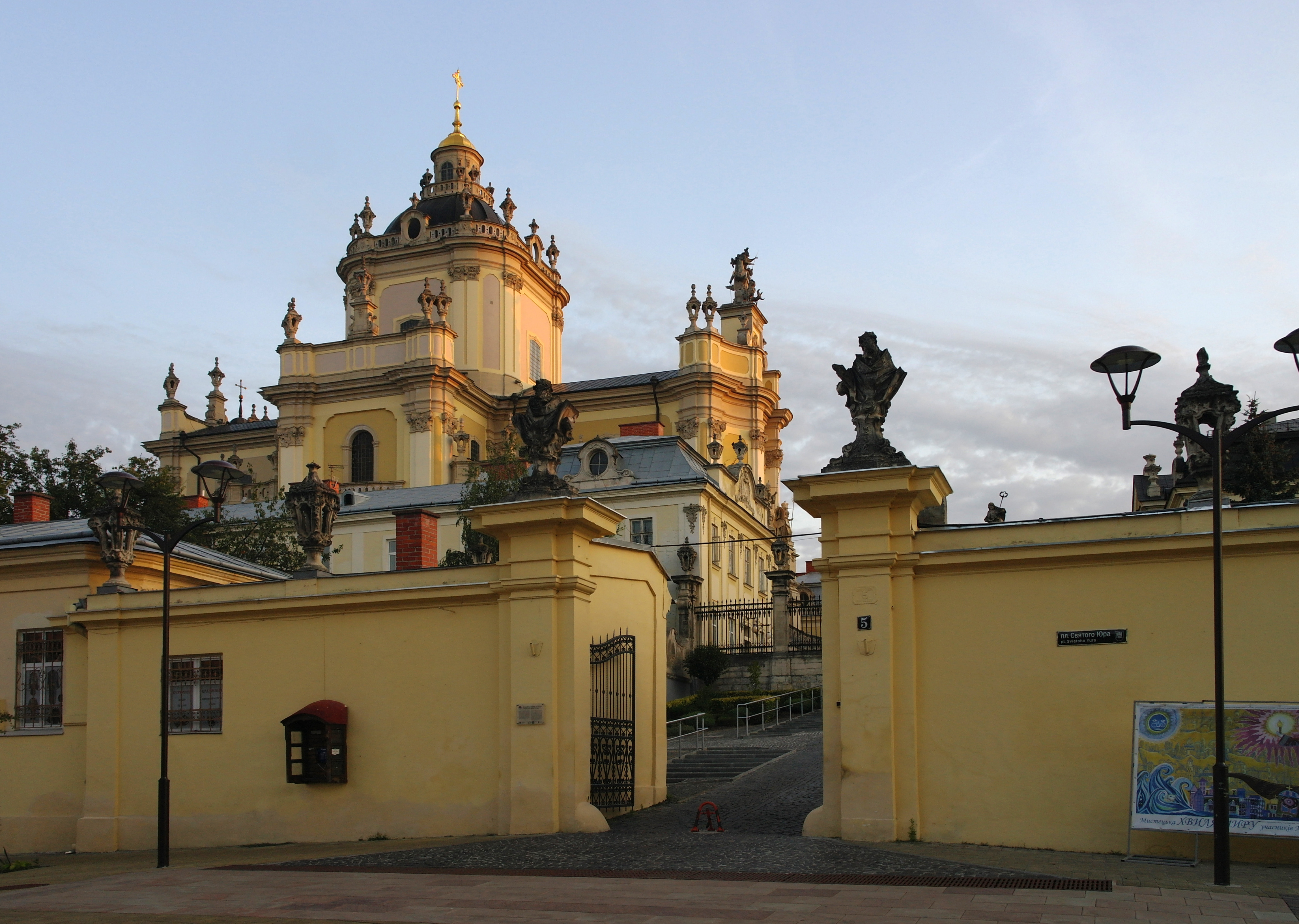
Catedral de São Jorge em Lviv.

A Igreja Greco-Católica Ucraniana constitui o segundo maior grupo de crentes depois das Igrejas ortodoxas. A União de Brest formou a Igreja em 1596 para unificar os crentes católicos ortodoxos e romanos. Foi proibida pela União Soviética em 1946 e novamente legalizada em 1987.
A IGCU tem 18 paróquias, 3.433 comunidades e 2.136 membros do clero. Os membros da Igreja, que constituíam a maioria dos crentes na Ucrânia ocidental, estão estimados em cerca de quatro milhões fiéis. O seu atual chefe é o Arcebispo Maior Sviatoslav Shevchuk e a língua litúrgica utilizada é a língua ucraniana.

### Igreja Católica Latina
A Igreja Católica Latina está histórica e tradicionalmente associada aos cidadãos de ascendência polaca, que vivem principalmente nas regiões central e ocidental.
A Igreja de Rito Latino possui 7 dioceses, 879 comunidades e 499 membros do clero que servem a aproximadamente um milhão de pessoas. As línguas litúrgicas utilizadas são o polaco, o latim, o ucraniano e o russo. Os católicos latinos estão em plena comunhão com os greco-católicos ucranianos.[carece de fontes?]

### Igrejas Protestantes
Os protestantes representam entre 1% e 3% da população na Ucrânia, mas constituem mais de 25% da rede de Igrejas no país. O maior deles é o pentecostal, com mais de 2.500 igrejas e mais de 250 mil membros. Existem mais de 2.500 igrejas batistas com mais de 150 mil membros, além de metodistas, menonitas, luteranos (Igreja Luterana Ucraniana), presbiterianos e outros.

### Outras Igrejas e movimentos cristãos
Há também comunidades de católicos armênios, apostólicos armênios e algumas outras ativas na Ucrânia. O Embaixada de Deus de Domingo Adelaja mantém uma presença significativa em todo o país, assim como os outros grupos. Os testemunhas de Jeová estão fortemente representados, com 265.985 fiéis estimados em 2013 pelo Anuário do movimento. Em 2010, a Igreja de Jesus Cristo dos Santos dos Últimos Dias (Mórmons) construiu o seu Templo na capital, em Kiev, e em 2012 estabeleceu-se como uma comunidade com mais de 11.000 fiéis em 57 congregações na Ucrânia. Outros movimentos ativos incluem Adventistas do Sétimo Dia, Igrejas protestantes pentecostais e branhamitas.

### Islão

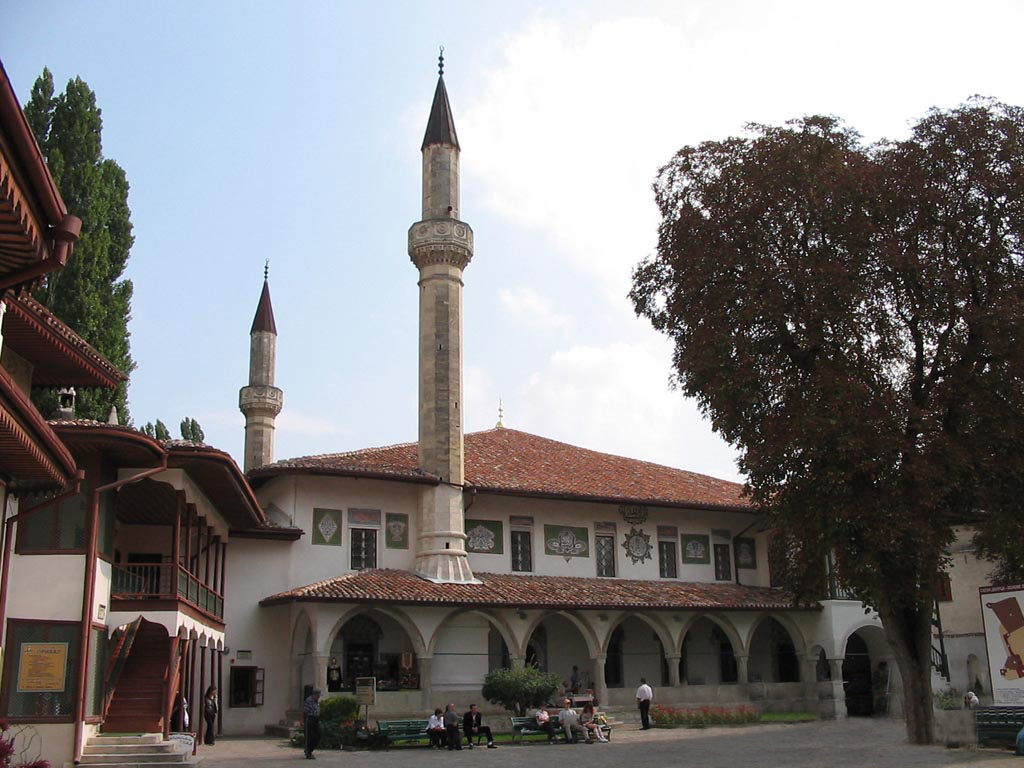
O Palácio de Khan da Crimeia em Hansaray foi o centro do Islã na Ucrânia por mais de 300 anos.

De acordo com o Pew Research Center no relatório de 2009, há uma estimativa de 456 mil muçulmanos na Ucrânia. Na Crimeia, os muçulmanos ucranianos podem representar até 12% da população. A maior parte das regiões do sul da Ucrânia moderna pertenceu num determinado período aos povos turcos, sendo a maioria dos quais muçulmanos, desde a queda do Canato Khazar.
O "Tártaros da Crimeia" é o único grupo étnico muçulmano nativo no país. O Nogais, outro grupo de muçulmanos que viviam nas regiões do sul da Ucrânia, mas emigrou para a Turquia entre os séculos XVIII e XIX. Além disso, existem comunidades muçulmanas em todas as grandes cidades ucranianas, que representam os imigrantes da era soviética de origens muçulmanas. Há aproximadamente 150 Mesquitas na Ucrânia.

### Judaísmo

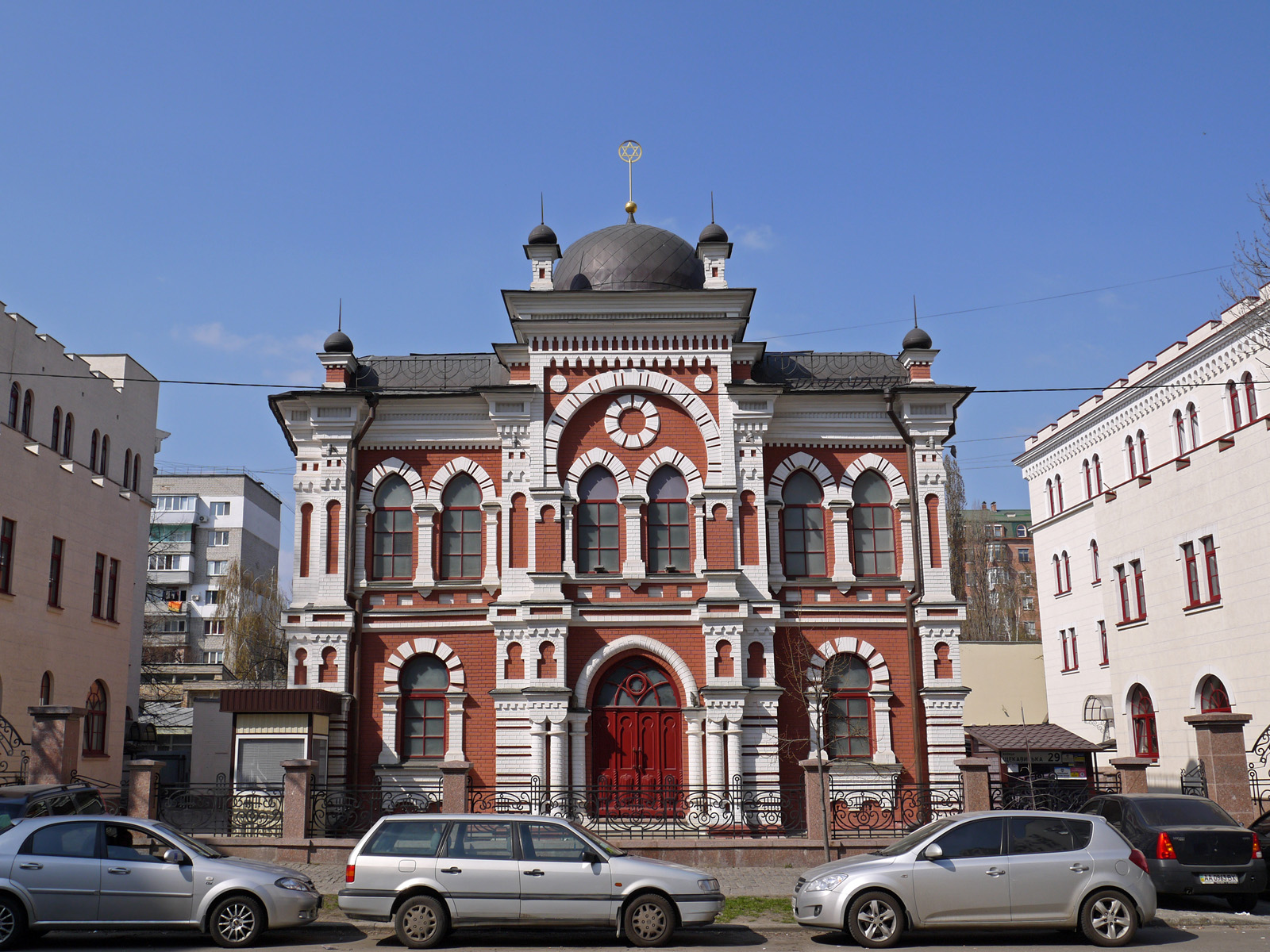
Grande Sinagoga Coral em Kiev.

O tamanho da população judaica atual varia muito. O Comité Estadual de Estatísticas estimou haver 103.600 judeus. Alguns líderes judeus, porém, dizem que a população judaica poderia ser quase de 300 mil fiéis. Vários observadores acreditam que 35 a 40% da população judaica é comunitariamente ativa, e há 240 organizações judaicas registadas. A maioria dos judeus observantes eram ortodoxos, e havia 104 comunidades Chabad-Lubavitch no país.